# フワモコ
フワモコ（英: FUWAMOCO）は、フワワ・アビスガード（英: Fuwawa Abyssgard）、モココ・アビスガード（英: Mococo Abyssgard）からなる双子の女性バーチャルYouTuber、バーチャルアイドル。ホロライブプロダクション所属。同社内で英語圏を中心に活動するグループ「hololive English -Advent-（アドベント）」のメンバー。

## 概要
ホロライブ初の実姉妹、双子のVtuber。一卵性双生児であるが、妹のモココ誕生時に日付をまたいだ結果、誕生日が2月1日・2日と異なっている。
ほぼ全ての配信を一緒に行う賑やかさや、双子らしいシンクロした言動、「BAU BAU（バウバウ）」という鳴き声が特徴的な魔界の番犬。ファンネームは「Ruffians」（ラフィアンズ、「悪党たち」の意）。
キャラクターデザインはイコモチ、Live2Dモデルの制作はJujubeが、それぞれ担当している。

## 来歴
- 2023年
  - 7月26日、Twitterにて初ツイート[9]。YouTubeチャンネル登録者10万人突破。
  - 7月31日、YouTubeにて初配信を行ないデビュー[10]。配信内で初のオリジナル曲『Lifetime Showtime』を公開。作詞作曲は人気Vtuberの周防パトラ[11]。チャンネル登録者30万人突破。
  - 8月7日、YouTube収益化記念配信を行なう[12]。
  - 8月18日、YouTubeチャンネル登録者50万人突破。
  - 8月31日、初オリジナル曲『Lifetime Showtime』をYouTube上に動画として公開[13]。
  - 12月17日、「VTuber Awards 2023」にて“League of Their Own Award”を受賞。群を抜いた独自性が評価された[14]。

- 2024年
  - 3月上旬、日本に移住[15]。
  - 8月2日、1stシングル『Born to be "BAU"DOL☆★』をデジタルリリース[16]。
  - 8月11日、YouTube配信にて3Dデビュー[17]。
  - 8月25・26日、ホロライブEN全体ライブ「hololive English 2nd Concert -Breaking Dimensions-」に出演[18][19]。
  - 8月31日、TVアニメ『恋は双子で割り切れない』との双子コラボ企画を開始[20]。アニメED曲のカバー動画投稿などが行われた[21]。
  - 10月12日、YouTubeチャンネル登録者100万人突破[22]。
  - 12月14日（現地時間）、「VTuber Awards 2024」（ロサンゼルス）にて「VTuber Of The Year」を受賞[23][24]。

- 2025年
  - 5月23日発売のゲーム「ネコぱらAfter ラ・ブレ・ファミーユ」のエンディングテーマ「side by side」の歌唱を担当[25]。

## 日本語能力と日本移住

### 流暢な日本語と日本の好きなもの
姉妹そろって非常に日本語が堪能。豊富な語いと高い漢字読み取り能力を持つだけでなく、アクセントの平板化も部分的にできているため聞き取りやすい。
日本人メンバーとのコラボ配信や日本語雑談など、日本語メインでの配信も定期的に行っており、その際には、冒頭の挨拶が「チワワじゃないよ！フワワだよ！ フワワじゃないよ！モココだよ！ hololive English -Advent-の魔界乃番犬シスターズ、二人合わせて…FUWAMOCOでーす！」となる。
日本の様々なアニメやゲーム、音楽や食べ物などが好きで、それらが日本語学習にも繋がっているとのこと。和菓子を一例にとると、「みたらし団子」「豆大福」「酒まんじゅう」「八つ橋」「わらび餅」「たい焼き」などが好物。また、「日本文化として全世界に広めたい」ほど好きなテレビ番組として、『探偵!ナイトスクープ』を挙げている。

### 日本移住とミスタードーナツ
デビュー以前にも日本に住んでいたが、1年半ほどで帰国となり再来日を願い続けていた。そして、2024年3月上旬より、再び日本移住を果たした。移住に伴いパソコンを1台増やし、姉妹それぞれで視点枠を取り同時配信することも可能になったという変化はあれど、基本的な放送時間は英語圏に合わせている。
また、大のミスタードーナツ好きである二人は、来日直後にもミスタードーナツ秋葉原店を訪れた。その後、大好物のポン・デ・リングと一緒に撮影した写真をX（旧Twitter）に投稿した結果、同店がファンの聖地となりネットニュースにも報じられた。なお、同店は2024年10月31日をもって閉店しており、二人は同日に閉店を惜しむ配信を行っている。

## 主な出演

### ライブ・イベント
- 「hololive English 2nd Concert -Breaking Dimensions-」（2024年8月24日 - 8月25日、KINGS THEATRE）[33][34]
- 「hololive 6th fes. Color Rise Harmony」（2025年3月8日 - 3月9日、幕張メッセ）[35][36][37]
- 「hololive GAMERS fes. 超超超超ゲーマーズ2」（2025年7月5日・6日、さいたまスーパーアリーナ）- DAY2 ゲスト出演[38]

## タイアップ
- TVアニメ「恋は双子で割り切れない」（2024年） - 同作のエンディングテーマ「ハニーシトロン」をカバーした[39]。その他、コラボイラストが公開された[39]。
- アドベンチャーゲーム『ToHeart』（アクアプラス、2025年6月） - 同作のオープニング主題歌『Feeling Heart』のカバーMVを公開した[40][41]。

## リリース音源
○出典：hololive（ホロライブ）公式サイト

### FUWAMOCO
| 発売日       | タイトル              | 楽曲製作者                 | 品番     | 出典          |
| ------------ | --------------------- | -------------------------- | -------- | ------------- |
| 2024年8月2日 | Born to be “BAU”DOL☆★ | 作詞・作曲・編曲：PandaBoY | CVRD-452 | [ 42 ] [ 43 ] |
| 2025年8月1日 | Lifetime Showtime     |                            | CVRD-605 | [ 44 ]        |

### hololive English -Advent-
| 発売日        | タイトル                       | 品番     | 出典   |
| ------------- | ------------------------------ | -------- | ------ |
| 2023年8月1日  | Rebellion                      | CVRD-312 | [ 45 ] |
| 2024年7月20日 | Our Bright Parade English Ver. | CVRD-442 | [ 46 ] |
| 2024年7月30日 | Sirens                         | CVRD-451 | [ 47 ] |
| 2025年8月6日  | Genesis                        | CVRD-607 | [ 48 ] |

### hololive English
| 発売日         | タイトル            | 品番     | 出典   |
| -------------- | ------------------- | -------- | ------ |
| 2024年8月15日  | Breaking Dimensions | CVRD-448 | [ 49 ] |
| 2024年12月27日 | Odyssey             | CVRD-514 | [ 50 ] |
| 2025年7月20日  | All for One         | CVRD-597 | [ 51 ] |

| 発売日         | タイトル                              | 品番     | 出典   |
| -------------- | ------------------------------------- | -------- | ------ |
| 2024年10月26日 | hololive English Eurobeat Remix Album | CVRD-487 | [ 52 ] |

### hololive IDOL PROJECT
| 発売日        | タイトル                                            | 品番     | 出典          |
| ------------- | --------------------------------------------------- | -------- | ------------- |
| 2024年3月15日 | ホロライブ言えるかな？hololive SUPER EXPO 2024 ver. | CVRD-406 | [ 53 ]        |
| 2025年7月10日 | 藍染サマータイム!!                                  | CVRD-598 | [ 54 ] [ 55 ] |

### その他の参加楽曲
| 発売日        | タイトル                      | アーティスト | 備考                                                                                     | 出典   |
| ------------- | ----------------------------- | ------------ | ---------------------------------------------------------------------------------------- | ------ |
| 2025年6月13日 | side by side (feat. FUWAMOCO) | Aiobahn +81  | 美少女アドベンチャーゲーム『ネコぱら After ～ ラ・ヴレ・ファミーユ』エンディング・テーマ | [ 56 ] |